# Partido Socialista do País Basco - Esquerda Basca
O Partido Socialista do País Basco - Esquerda Basca (em basco: Euskadiko Alderdi Sozialista - Euskadiko Ezkerra, EAS-EE; em espanhol: Partido Socialista de Euskadi - Euskadiko Ezkerra, PSE-EE) foi fundado em 1977. Tem como ideologia centro-esquerda, socialismo democrático, social-democracia, além de "basquismo" moderado.
Atua na política do País Basco.

## História
O socialismo basco surgiu nas décadas do século XIX
seus lideres mais importantes foram Facundo Perezagua e Indalecio Prieto, natural de Toledo, nascido em 1860.
Fundaram o PSOE no país basco na margem esquerda do Rio Nervión em 1900 

## Estrutura do Grupo
- Jesús Eguiguren - Presidente do grupo e Governo
- José Antonio Pastor - porta-voz e Governo e responsável pelo estatuto do parlamento
- Oscar Rodriguez - secretário-geral
- Miren Gallastegui - Assuntos Europeus e Externos

Regulamentos e Governo
- Olhe Gallastegui - Regulamento e governo
- Natalia Vermelho - planejamento do meio ambiente e pesca
- Branco Roncal - vice-presidente do parlamento
- Mikel Unzalu - primeiro secretário de mesa do parlamento basco Indústria, Inovação, Comércio e Turismo[2] [3]

## Resultados eleitorais

### Eleições legislativas de Espanha

#### Resultados referentes ao País Basco
| Data | Votos   | %         | Deputados | +/- | Status   |
| ---- | ------- | --------- | --------- | --- | -------- |
| 1977 | 267 897 | 26,5 (#2) | 7 / 21    |     | Oposição |
| 1979 | 190 235 | 19,1 (#2) | 5 / 21    | 2   | Oposição |
| 1982 | 348 620 | 29,2 (#2) | 8 / 21    | 3   | Governo  |
| 1986 | 287 918 | 26,3 (#2) | 7 / 21    | 1   | Governo  |
| 1989 | 233 650 | 21,1 (#2) | 6 / 21    | 1   | Governo  |
| 1993 | 293 442 | 24,5 (#1) | 7 / 19    | 1   | Governo  |
| 1996 | 298 499 | 23,7 (#2) | 5 / 19    | 2   | Oposição |
| 2000 | 266 583 | 23,3 (#3) | 4 / 19    | 1   | Oposição |
| 2004 | 339 751 | 27,2 (#2) | 7 / 19    | 3   | Governo  |
| 2008 | 430 690 | 38,1 (#1) | 9 / 18    | 2   | Governo  |
| 2011 | 255 013 | 21,6 (#3) | 4 / 18    | 5   | Oposição |
| 2015 | 161 466 | 13,3 (#4) | 3 / 18    | 1   |          |

### Eleições regionais do País Basco
| Data | Votos   | %         | Deputados | +/- | Status   |
| ---- | ------- | --------- | --------- | --- | -------- |
| 1980 | 130 221 | 14,2 (#3) | 9 / 60    |     | Oposição |
| 1984 | 247 786 | 23,0 (#2) | 19 / 75   | 10  | Oposição |
| 1986 | 252 233 | 22,0 (#2) | 19 / 75   | =   | Governo  |
| 1990 | 202 736 | 19,8 (#2) | 16 / 75   | 3   | Governo  |
| 1994 | 174 862 | 16,8 (#2) | 12 / 75   | 4   | Governo  |
| 1998 | 220 052 | 17,4 (#4) | 14 / 75   | 2   | Oposição |
| 2001 | 253 195 | 17,8 (#3) | 13 / 75   | 1   | Oposição |
| 2005 | 274 546 | 22,5 (#2) | 18 / 75   | 5   | Oposição |
| 2009 | 318 112 | 30,4 (#2) | 25 / 75   | 7   | Governo  |
| 2012 | 212 809 | 18,9 (#3) | 16 / 75   | 9   | Oposição |
| 2016 | 126 420 | 11,8 (#4) | 9 / 75    | 7   | Governo  |
| 2020 | 122 248 | 13.6 (#3) | 10 / 75   | 1   | Governo  |

## Ligações Externas
Site Oficial (em espanhol)